# Luchtweg

Luchtwegen boven Europa

Een luchtweg (Engels: Airway), of luchtcorridor of ook nog luchtroute, is in de luchtvaart een verbinding van zekere omvang en hoogte tussen twee of meer waypoints door het luchtruim, waarvan secties door piloten kunnen worden gekozen (in hun vliegplan) om als vliegroute te gebruiken vanaf de luchthaven van vertrek tot aan de luchthaven van bestemming. Binnen het luchtwegenstelsel kunnen piloten (meestal verplicht) van de dienst van de luchtverkeersleiding gebruikmaken.
Alle luchtwegen vormen tezamen een uitgebreid netwerk, ongeveer van dezelfde dichtheid als dat van autosnelwegen op de grond.

## Dimensies en eigenschappen
Op de kaart is een luchtweg een lijn van zekere dikte, maar dat is slechts een aanduiding van de richting waarin de segmenten lopen. In het luchtruim hebben ze zowel een hoogte als een breedte, en bovendien beginnen luchtwegen niet vanaf de grond, maar bevinden ze zich op een minimale hoogte boven de grond.
De standaard breedte van een luchtweg is 10 NM (zeemijl), maar ook 16 NM komt voor. De hoogte varieert eveneens, maar is altijd in de internationale luchtvaartinformatiepublicatie (Aeronautical Information Publication, AIP) vastgelegd, en wordt uitgedrukt in vliegniveaus (of FL van het Engelse Flight Level). De bovengrens valt samen met die van het gecontroleerd luchtruim waar de luchtweg doorheen gaat. In de praktijk kan dat tot FL410 of hoger zijn (zo'n 15 km hoog). De benedengrens wordt meestal rond FL050 genomen, dat is zo'n 5000 voet of 1,5 km boven het isobarisch vlak van 1013 hectopascal(hPa). De hoogte boven het gemiddeld zeeniveau wordt "altitude" genoemd.
Om te zorgen dat alle vliegtuigen op dezelfde hoogte vliegen wanneer ze een luchtweg volgen is er afgesproken om boven een bepaalde hoogte, de "overgangshoogte" (Eng: transition altitude) een vaste drukwaarde aan te houden namelijk: 1013 hPa, de druk uit de standaardatmosfeer. Bij het klimmen naar de kruishoogte zal de piloot de "altimetersetting" (QNH) van zijn hoogtemeter veranderen naar de standaarddruk van 1013 hPa bij het passeren van de overgangshoogte (Eng:Transition altitude). Bij het dalen gebeurt het omgekeerde : wanneer hij het overgangsniveau (Eng: Transition level) passeert zal hij de instelling van 1013 hPa naar de waarde van de lokale QNH veranderen. 
Luchtwegen komen in feite uitsluitend voor in Categorie B luchtruim. Daarboven, in Categorie A luchtruim, zijn het in feite alleen indicatieve verbindingslijnen die gemakshalve met de richting van de echte onderliggende luchtwegen samenvallen.

## Materialisatie

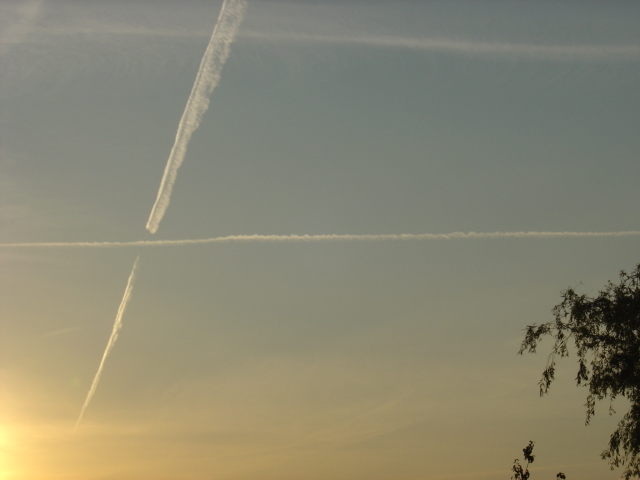
Luchtwegen zijn soms tijdelijk zichtbaar door de condenssporen die vliegtuigen achterlaten.

Een luchtwegennet is op de kaart en in computers aan boord en op de grond, een virtueel gegeven. Het probleem is dat men in de lucht geen blijvend zichtbare lijnen kan trekken zoals op de grond. Wie op een warme zomerdag condenssporen observeert ziet dat die met de wind opschuiven en ten slotte helemaal uiteen worden geblazen.
Men heeft dus ooit iets moeten ondernemen om de luchtwegen ook vindbaar te maken in de lucht.
Dat is van extreem belang, als men beseft dat bijvoorbeeld in het uiterst drukke Europese luchtruim dergelijke relatief smalle corridors vaak midden door allerlei gevaarlijke luchtgebieden zijn getrokken, waar bijvoorbeeld luchtschijngevechten door militaire toestellen worden uitgevoerd, buiten weten van de verkeersleiding om.
Ook luchtwegen die op zekere afstand van elkaar liggen moeten voor de veiligheid goed gerespecteerd worden, evengoed als de rijstroken van de tegengestelde richtingen op een autosnelweg.
Ooit is men daarom begonnen met markers te zetten. In 1926 is men in Duitsland ooit voor het eerst begonnen met lampen op de grond te plaatsen die een route naar Berlijn aangaven. Daarna zijn dat elektronische boeien op de grond geworden, die een radiosignaal in de lucht sturen. Dat was een twee- of drielettercode in morse. Spoedig deed het begrip non-directional-beacon of NDB (richtingloos baken) zijn intrede. Dit seint in een zo verticaal mogelijke eenduidige richting zijn identificatiecode omhoog.
Door op de grond om de 20 NM zo'n baken te plaatsen, werden de kenpunten (characteristic points) of identificatiepunten van een luchtweg in een lijn op de grond uitgezet.
Wanneer de piloot over zo'n baken vloog (ontvangst binnen een straal van ongeveer 25 mijl rond het baken) kon hij dat op zijn kaart thuisbrengen, evenals het volgende punt dat hij nu moest overvliegen, en de richting die hij daarvoor moest aanhouden, rekening houdend met de wind.
Zo werden een na een de identificatiepunten van de geplande route afgevinkt en vorderde de vlucht geholpen door de elektronische navigatie.
Dichter bij de bestemmingsluchthaven gekomen moest de luchtweg natuurlijk worden verlaten. Maar ook daarvoor zijn er gestandaardiseerde aankomstroutes: Standard Terminal Arrival Route (STAR)'s bij de luchthavens vastgelegd. 
Door voor dit systeem te kiezen heeft men natuurlijk al vroeg in de geschiedenis het dicht bij elkaar vliegen van luchtvaarttoestellen veroorzaakt, en daarmee is ook heel snel het besef voor de noodzaak van een luchtverkeersleiding opgekomen.

## Historische aanduiding
Zoals alles begon het ooit allemaal vrij eenvoudig. Iemand trok wat verticale en horizontale lijnen op een kaart, waarmee de meeste belangrijke luchthavens met elkaar werden verbonden in een roosterpatroon. Zij gaven kleuren aan de verschillende richtingen. Zo werden blauw en groen toegewezen aan wat min of meer parallel met de breedtegraden liep en geel (of amber) aan wat langs meridiane richting ging.
Rood werden dan de diagonale verbindingsstukken.
Zo ontstond al gauw een nominatiesysteem voor elke luchtweg door er een kleur en een volgnummer aan te geven. G1 (Groen 1) liep vanuit Engeland over België naar Duitsland bijvoorbeeld in overwegend oostelijke enkele richting. B3 liep van Noord-Frankrijk naar Zuid-Engeland, B29 (Blauw 29) ging vanuit Midden-Duitsland via Nederland en België naar Engeland, in enkel westelijke richting. A6 (Amber 6) liep van Frankrijk over België naar Nederland. R1 (Rood 1) verbond Zuid-Duitsland met Noord-Engeland over Nederland en België heen.
Omdat er in die dagen nog speciale luchtprotocols bestonden voor koninklijke vluchten werd de kleur purper ook ingevoerd om een gelegenheidsluchtweg te installeren voor de duur van een dergelijke vlucht. Die was dan voor alle andere verkeer verboden.
Geleidelijk aan werden meer en meer luchtwegen ingelegd met dit systeem. Toen met de komst van de straalvliegtuigen ook het hogere luchtruim meer en meer werd ingenomen werd voor de identificatienaam van de bestaande luchtwegen een U (van Eng: Upper) toegevoegd, ter onderscheid. Zo ontstonden toen: UG1, UB3, UA6, UR1, UG21, UR15 en UA5.
Op de luchtvaartkaarten worden de richtinglijnen van de luchtwegen weergegeven tussen de symbolen die de waypoints aangeven, de richting van de luchtweg in graden, en de hoogten in vliegniveau of "flightlevel" (FL), met daartussen ook de uitzendfrequenties en eventueel bijbehorende morsetekens. Op een luchtvaartkaart is daarom een compliceerde hoeveelheid van informatie te vinden.

## Soorten luchtwegen
Mettertijd zijn er naast de vaste luchtwegen, die dus permanent beschikbaar zijn, ook allerlei tijdelijke en conditionele luchtwegen bijgekomen. Die worden gekenmerkt door een eigen voorletter.
Tijdelijke routes kunnen bijvoorbeeld alleen gedurende het weekend gelden, via trajecten waar dan massaal verkeer naar het zuiden plaats heeft. Ze kunnen ook eenmalig worden ingesteld ter wille van een bepaalde gebeurtenis, zoals een luchtshow. Het zijn dan vaak 'omleidingen'.
Ook sedert het gebruik van RNAV (Area Naviatie) zijn er talloze speciaal daartoe bestemde bijkomende routes ingesteld.
Al deze nieuwe routes worden periodiek of per speciale notam gepubliceerd. Het is een hele specialisatie op zich geworden binnen het management van de luchtverkeersleiding om al deze gegevens te bepalen en op peil te houden, inclusief de computergegevens van de begeleidende systemen op de grond, waarmee de vliegplannen en radarbeelden worden verwerkt en berekend.

## Moderne navigatie
Na het richtingloos baken (NDB) kwamen VOR en DME om de karakteristieke punten mee te bepalen. Deze kregen een drielettercode toebedeeld. De vierlettercode was en is voor de identificatie van de luchthavens zelf.
Het werd natuurlijk ook mogelijk om fictieve punten te bepalen op de kruising van bijvoorbeeld twee radialen van VORs. Die kregen dan een vijflettercode.
Intussen evolueerden de navigatiemogelijkheden aan boord via inertial platform over boordcomputer en satellietnavigatie en is het vrijwel voor ieder vliegtuig mogelijk geworden om los van de aanduidingen op de grond toch zijn weg te vinden. Dat leidt tot een conflict tussen het traditionele systeem dat op vaste punten en luchtwegen is gebaseerd en het nieuwe systeem dat vooral via RNAV toelaat om het even welke route te vliegen en waarvoor er in feite nog geen matuur stelsel van procedures is ontwikkeld of ontstaan.
De luchtvaart is nog steeds in volle evolutie wat dat betreft. Het nieuwe bouwt meestal voort op het bestaande, maar het is niet altijd mogelijk om meteen van het ene op het andere over te schakelen in een zo wereldwijd traditioneel systeem waar ontelbare mensen en diensten en middelen en belangen in betrokken zijn, die dan allemaal tegelijk zouden moeten worden omgeschakeld.

## Route of traject
De route van een vliegtuig is gebaseerd op het luchtwegensysteem: de opeenvolging van waypoints en luchtwegsegmenten die het doorloopt tussen zijn vertrekluchthaven en de luchthaven van aankomst. Deze wordt in de gebruikelijke codes opgegeven in het routeveld van het vliegplan. Waar meerdere luchtwegen tezamen komen en men van luchtweg gaat veranderen wordt dan de lettercode van dat punt uitdrukkelijk vermeld. Verder kan men volstaan met de lettercodes van de luchtwegen op te sommen. Ook het eerste punt waar men de eerste luchtweg vervoegt en het laatste punt, waar men de laatste luchtweg verlaat, wordt opgegeven.
Een traject is een lijn in vier dimensies (X, Y, Z en de tijd), die de werkelijk afgelegde of voorspelde weg in hoogte, breedte en lengte weergeeft. Trajecten worden vaak op basis van vluchtgegevens berekend door computers en dan ingepast in een referentiesysteem van het luchtruim. Op die basis kunnen gegevens op voorhand worden gekend, zoals de hoogte waar een luchtweg zal worden of verlaten, het waarschijnlijke moment van kruisen met een ander traject, de sectoren van de luchtverkeersleiding die al dan niet met het bijhorend vliegtuig te maken zullen krijgen en dus tijdig van gegevens moeten worden voorzien.